# Opaleniec Mazurski
Opaleniec Mazurski – zlikwidowany przystanek osobowy w Opaleńcu na linii kolejowej nr 35, w województwie mazowieckim, w Polsce. W przeszłości na przystanek znajdował się jeden peron jednokrawędziowy oraz mijanka. Przystanek funkcjonował do 1961 roku.